# Дворец Адиле-султан
Дворец Адиле-султан (тур. Adile Sultan Sarayı) ― бывшая султанская имперская резиденция, в которой позднее открыли школу для девочек. Ныне является культурным и образовательным центром в Кандилли, пригороде Стамбула в Турции.

## История
Дворец был построен для Адиле-султан (1826—1899), дочери султана Махмуда II (1789—1839) и сестры султанов Абдул-Меджида I (1823—1861) и Абдул-Азиза (1830—1876), по проекту архитектора Саркиса Бальяна. Он был возведён на месте павильона, подаренного сестре в 1856 году султаном Абдул-Меджидом I. Дворец был построен по заказу другого её брата, султана Абдул-Азиза придворным архитектором Саркисом Баляном в 1861 году. Он стоит на холме, который находится на мысе в середине азиатского побережья Босфорского пролива. Такое расположение открывает прекрасный панорамный вид на Босфор, Мраморное и Чёрное море. Дворец имел 55 комнат на участке в 17 000 м².
Адиле-султан, единственная поэтесса из рода Османов, имевшая свой Диван. Жила во дворце до смерти мужа Мехмеда Али-паши в 1868 году. После смерти Адиле, согласно её последней воле, в феврале 1899 года в здании была открыта средняя школа для девочек. С началом Первой мировой войны здание на короткое время перешло под контроль Военного министерства. Только в 1916 году, при активном участии османской журналистки Сельмы Рызы, здесь открылась школа для девочек, и первые выпускницы окончили школу в 1920 году. В 1924 году, по месту расположению, учебное заведение стало называться средней школой для девочек в Кандилли. В 1969 году классы средней школы переехали в новое здание. Старый дворец использовался как интернат для школьниц до 1986 года, когда он сгорел из-за короткого замыкания.
Здание дворца было восстановлено благодаря пожертвованиям бывших выпускниц школы и благотворителей, особенно миллиардера и филантропа Сакыпа Сабанджи, не дожившего до церемонии открытия, которая состоялась 28 июня 2006 года. Ныне во дворце открыт культурный и образовательный центр его имени.
Дворец занимает площадь в 5 625 м² и включает овальный зал для совещаний и банкетов на 500 человек, два конференц-зала на 200 человек каждый, зал в 1 300 м² для коктейлей и выставок, 20 конференц-залов на 30-40 мест, музей, столовую на 150 мест и кафе на 60 человек.